# Симон Форбс
Симон Нагина Форбс (на английски: Simone Nagina Forbes) (родена 20 юни 1981 г.) е ямайска спортистка, която представя Ямайка в 5 спорта: нетбол, волейбол, баскетбол, футбол и софтбол.

## Биография и кариера

### Нетбол
Симон играе нетбол под 21 години за Ямайка до 1998 г., на следващата година прави своя дебют с ямайския национален отбор. Тя продължава с националния отбор, който печели бронзови медали на 2 световни първенства (2003 и 2007 г.) и на Игрите на Федерацията (известни още като Игрите на Британските империи) (2002 г.); тя печели сребърен медал на учредителните Световни серии по нетбол през 2009 г., последван от бронзов през 2010 г. Въпреки че си взима кратка почивка далеч от спорта след Световните серии, Симон остава капитан на националния отбор, и е избрана за носител на флага за Ямайка на игрите през 2010 г. в Делхи. От 2010 г. Симон играе нетбол за „Уалгровианс“.

### Волейбол
Получава спортна стипендия от колежа „Мерси“, Ню Йорк през 2004 г. и е в отбора му по волейбол „Мерси Колидж Маверикс“. През 2005 г. Форбс прави дебюта си за ямайския национален отбор по волейбол и завършва колежа „Мерси“ следващата година.
През 2011 г. Симон дава положителен тест за забраненото вещество кломифен (често използвано от спортисти, приемащи стероиди, но и често използвано при лечение на безплодие). Впоследствие е отстранена от ямайската Антидопингова комисия за 3 месеца; забраната е планирана да приключи след световното първенство по нетбол в Сингапур през 2011 г.

## Медали

### Световни първенства по нетбол
- Бронзов медал – трето място 2003, Кингстън – нетбол
- Бронзов медал – трето място 2007, Оукланд – нетбол

### Игри на Федерацията
Бронзов медал – трето място 2002, Манчестър – нетбол

### Световни нетбол серии
- Сребърен медал – второ място 2009, Манчестър – фастнет (разновидност на нетбола)
- Бронзов медал – трето място 2010, Ливърпул – фастнет (разновидност на нетбола)

## Награди
- Национална младежка награда на министър-председателя за върхови постижения в областта на спорта – 2005 г.
- Интернационален студент-спортист на годината – 2003 г.
- ГС Колеж Фостер: Спортистка на годината – 2002 г.
- Фондация Карерас: Специална награда за нетбол – 2002 г.